# Wannenhorn
Il Wannenhorn (3.906 m s.l.m. - detto anche Gross Wannenhorn) è una montagna delle Alpi Bernesi.

## Descrizione
Si trova nello svizzero Canton Vallese lungo la cresta di montagna che separa il Ghiacciaio dell'Aletsch dal Ghiacciaio di Fiesch.
Viene detto Gross Wannenhorn per distinguerlo da una vetta vicina detta Klein Wannenhorn (3.707 m)